# Lomographa inamata
Lomographa inamata ((en japonés) マエキシロエツダャク, polilla frente blanca) es una especie de polillas de la familia Geometridae. La especie fue descrita por primera vez por el entomólogo inglés Francis Walker en 1860, con distribución en Sri Lanka, Japón, Malasia, China, India y la Isla de Taiwán. El holotipo de la especie fue descrita en los bosques del monte Anmashan, parte del Área de Recreación del Bosque Nacional Daxueshan, en las afueras de Taichung, a 2100 metros (6889,8 pies) de altitud.

## Descripción
Es una polilla mediana con una envergadura de 26 a 36 milímetros (1 a 1,4 plg). El cuerpo es blanco, moteado de negro, mientras que la frente es rojiza. Las alas anteriores cuentan con su costa fulviosa (rubio rojizo) y una mancha en el extremo de la celda. Cuenta con una línea posmedial rojiza y amarilla que se extiende desde debajo de la costa. Los cilios de ambas alas fulviosos con puntas oscuras.
Los palpos son cortos y romos, las antenas finamente ciliadas en el macho y simples en la hembra. El macho es bastante más pequeño que la hembra.